# Station Greenford
Greenford is een station van Network Rail aan de Greenford Branch Line en de Central Line van de metro van Londen. Het spoorwegstation dat in 1904 is geopend ligt in de plaats Greenford. In 1947 begon de dienstregeling op de Central Line. De treindiensten worden door Great Western Railway gereden.

## Geschiedenis
Het oorspronkelijke station Greenford werd geopend door de Great Western Railway op 1 oktober 1904 aan de "New North Main Line" (sinds 1947 de Acton-Northolt lijn). De reizigersdienst op die lijn werd op 17 juni 1963 gestaakt, al is de plaats van het oude station nog steeds zichtbaar uit de metro. 
In 1933 werd het OV in Londen genationaliseerd in de London Passenger Transport Board die met het New Works Programme 1935-40 kwam om knelpunten in het metronet aan te pakken en nieuwe woonwijken aan te sluiten op de metro. Onderdeel was een zijtak van de Central Line van North Acton naar Denham, die parallel naast bestaande spoorlijnen zou worden gelegd. De bouw begon in 1936, als gevolg van de Tweede Wereldoorlog kwam het werk echter in 1939 tot staan. Het eerste deel van de zijtak tussen North Acton en Greenford werd op 30 juni 1947 geopend. Het viaductstation werd ontworpen door Brian Lewis en werd na de oorlog voltooid door Frederick Francis Charles Curtis. De operationele verantwoordelijkheid voor het station werd met ingang van 13 november 1967 overgedragen van British Rail aan London Transport.

## Ligging en inrichting
Greenford heeft een stationsgebouw op maaiveldniveau aan de zuidkant van het viaduct waar de sporen op liggen. Behalve twee metrosporen is er een kopspoor tussen metro dat gebruikt wordt door de pendeltrein op de Greenford-tak van de Great Western Railway die bij West Ealing aansluit op de hoofdlijn. Reizigers gaan tussen de stationshal en het perron door een gebogen gang en via een roltrap. Greenford was het eerste metrostation in Londen met een roltrap naar perrons boven straatniveau. In 2014 werd als laatste de houten roltrap vervangen door een metalen, iets wat op de andere stations al gebeurd was sinds de fatale roltrapbrand op King's Cross in 1987. Het eiland perron heeft een U vorm, spoor 1 aan de zuidkant wordt gebruikt door de metro's westwaarts, spoor 3 door die oostwaarts. Het middelste spoor 2 is een kopspoor dat aan beide kanten langs het perron ligt. 
Naast de pendeltrein wordt de lijn tussen Greenford en West Ealing gebruikt door goederentreinen zoals voor huishoudelijk afval in containers uit de buurt van Brentford, zand- en grindverkeer, en door ingelaste reizigersdiensten alsmede een dagelijkse "parlementaire spooktrein" van Chiltern Railways van West Ruislip naar West Ealing die non-stop terugkeert naar High Wycombe.
In 2009 besloot TfL, vanwege gebrek aan bekostiging, de werkzaamheden om het station rolstoeltoegankelijk te maken te staken. Greenford en vijf andere stations werden gekozen omdat het relatief stille stations waren en sommige “slechts” een of twee haltes verwijderd waren van een bestaand rolstoeltoegankelijk station. Toen het werd gestopt was al £ 3,9 miljoen uitgegeven aan Greenford. De ombouw van Greenford werd later toch hervat en sinds 20 oktober 2015 is er een hellinglift beschikbaar. 

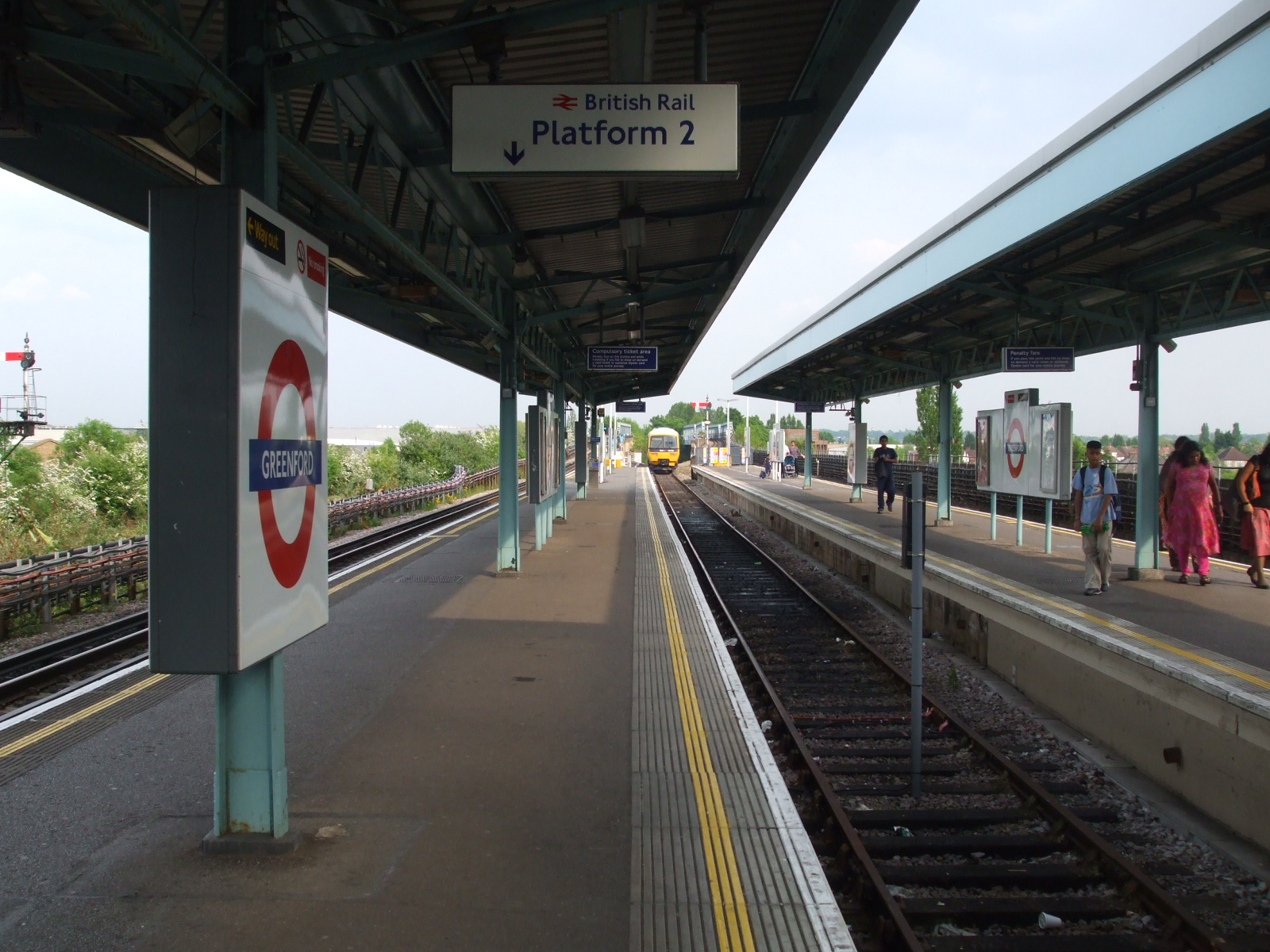
Het spoor aan de binnenkant van de U
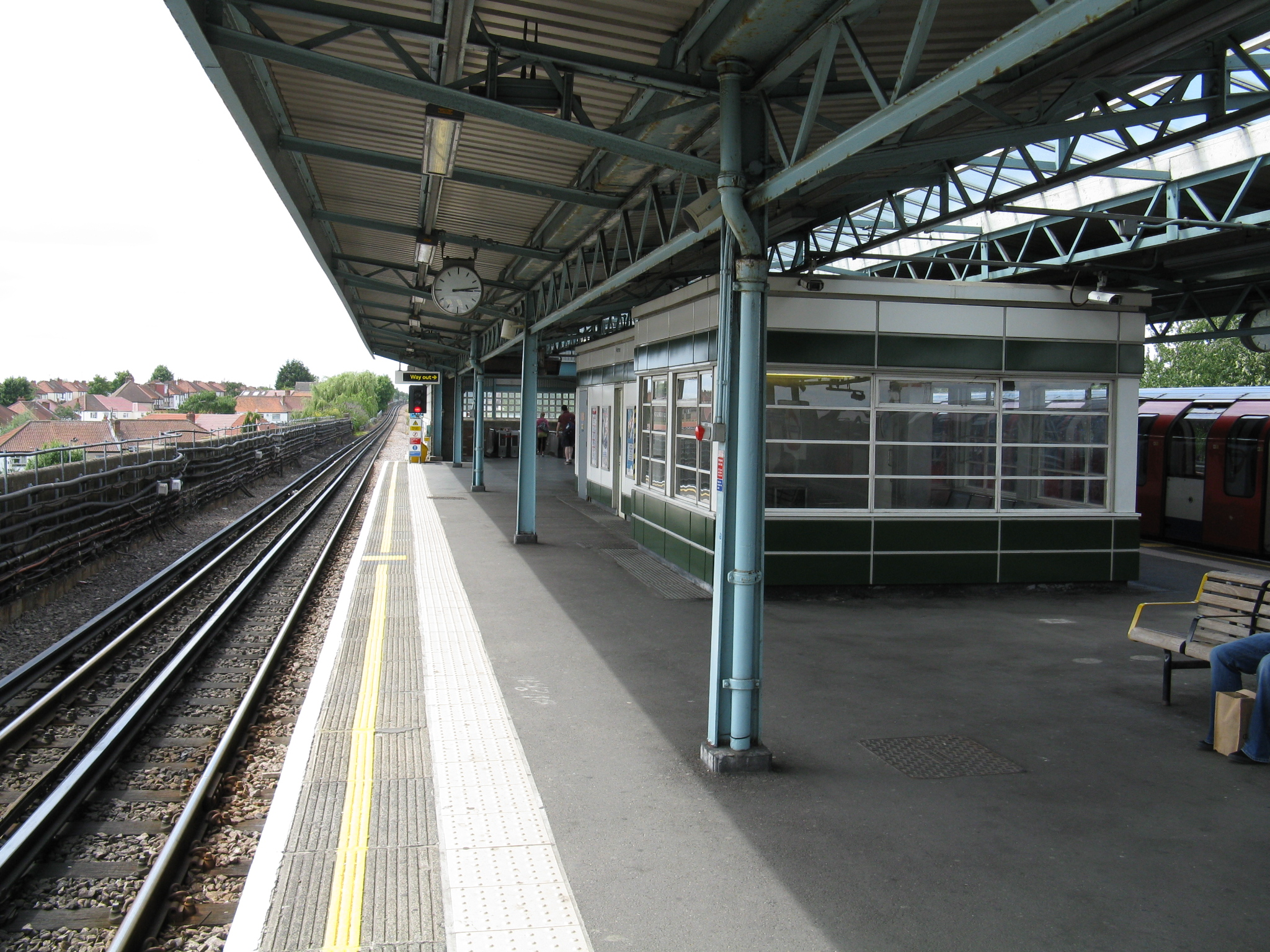
De wachtkamer op de westkant van het perron
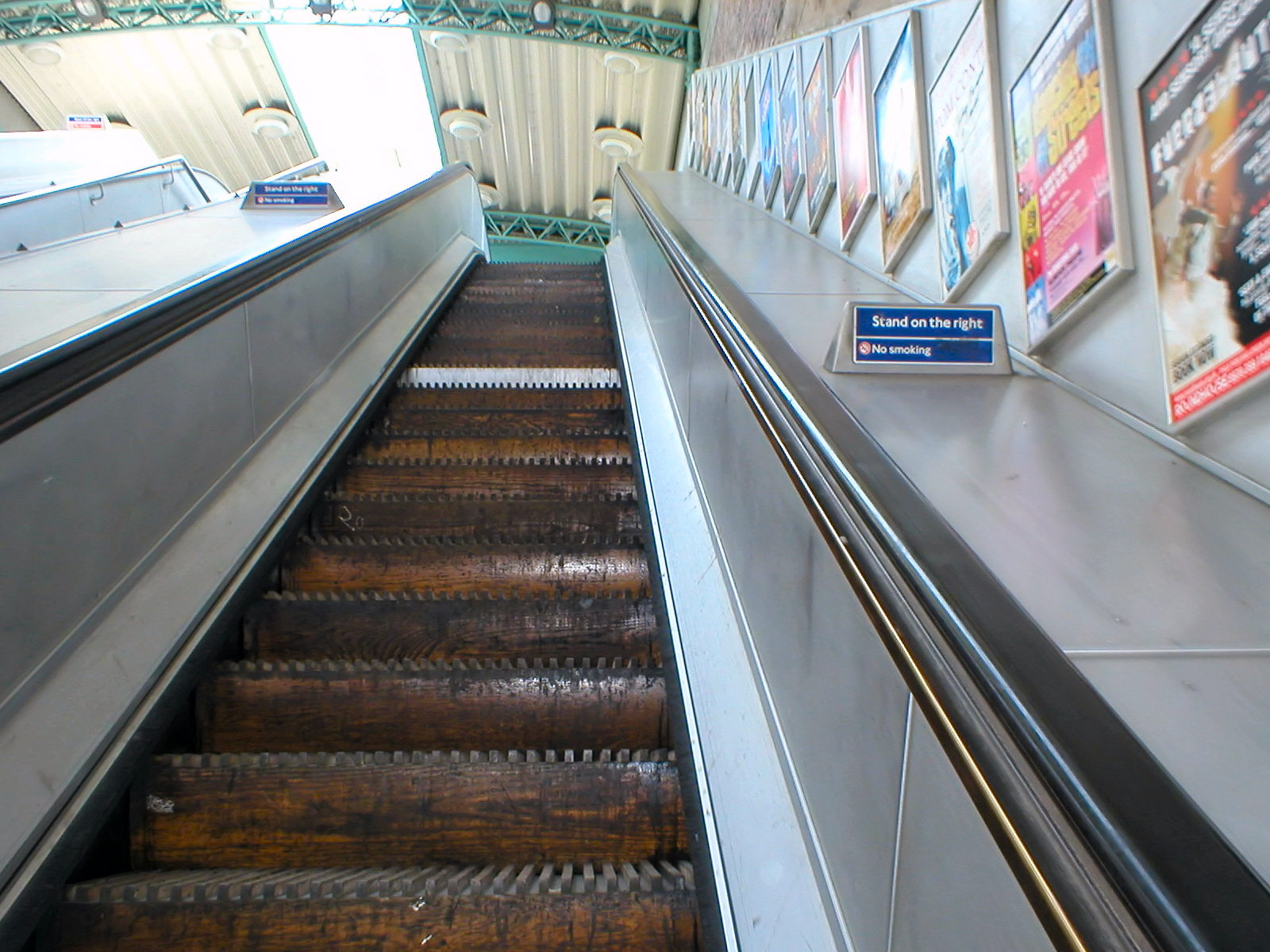
De houten roltrap in 2006
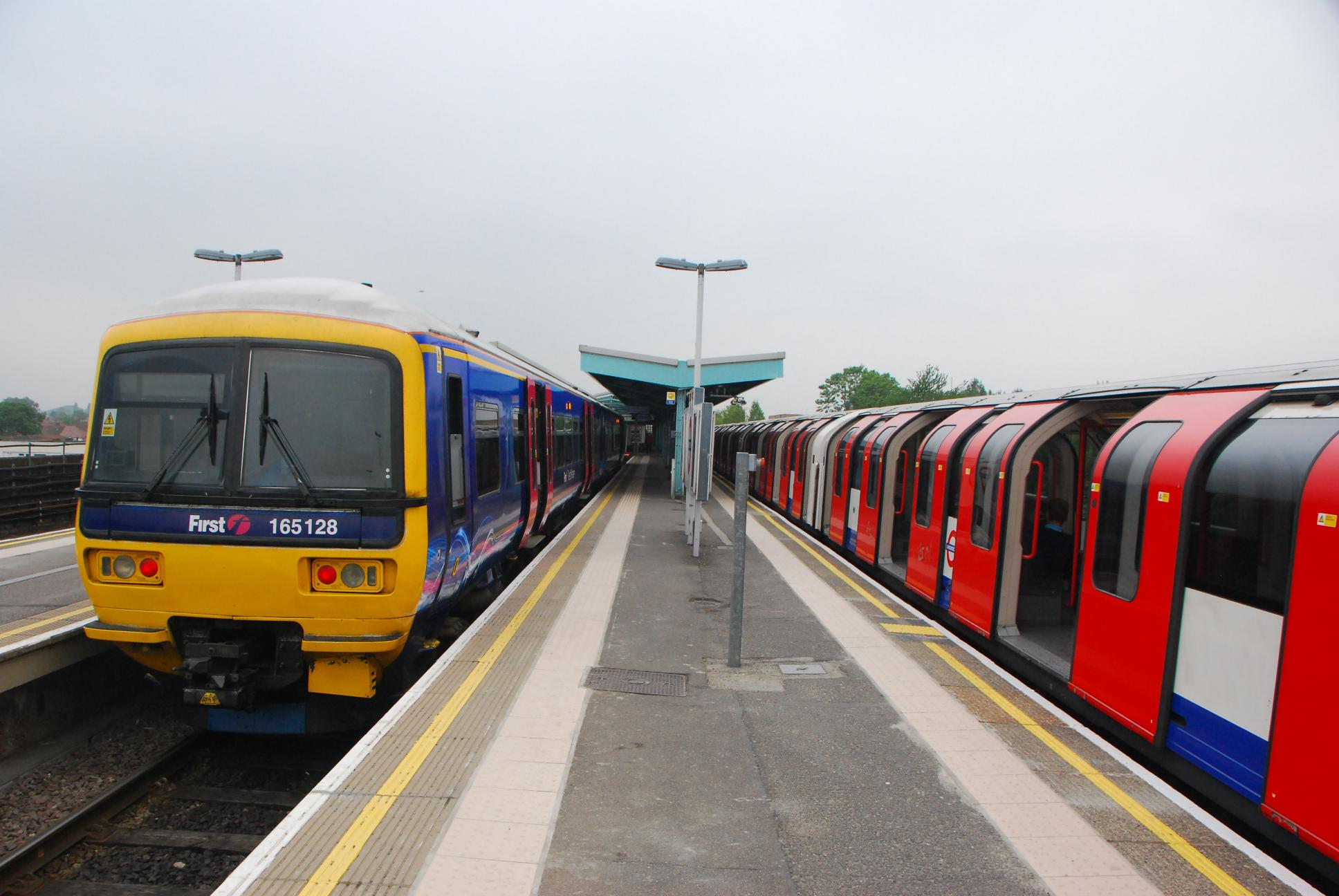
Trein- en metro-materieel, 2009

## Seinstelsel
Een van de weinige overgebleven seinpaalinstallaties in Londen bevindt zich op de aangrenzende New North Main Line die het Greenford East-seinhuis bestuurt, samen met de Greenford-tak tot aan South Greenford. Lagere kwadrantsignalen van het Great Western-type zijn nog steeds in gebruik.
De plannen van British Rail uit de vroege jaren 1990 om het seinhuis Greenford East en de seinpaalsignalen te verwijderen, met verbeterde signalering gecontroleerd door Slough en Marylebone signaleringscentra, werden voor onbepaalde tijd uitgesteld omdat de daling van het treinverkeer gecontroleerd door Greenford East de kosten niet rechtvaardigde.

## Reizigersdienst

### Central Line
De normale dienst tijdens de daluren omvat:
- 9 metro's per uur westwaarts naar West Ruislip
- 3 metro's per uur westwaarts naar Northolt
- 9 metro's per uur oostwaarts naar Epping
- 3 metro's per uur oostwaarts naar Loughton

### Treinverbindingen
First Great Western verzorgd twee treinen per uur tussen London Paddington en Greenford via Acton Main Line, Ealing Broadway, West Ealing, Drayton Green, Castle Bar Park en South Greenford.
's Zondags rijden er geen treinen van en naar Greenford.

### Busverbindingen
| Lijn | Route                                                                          |
| ---- | ------------------------------------------------------------------------------ |
| 92   | Neasden, Brent Park - Wembley - Sudbury - Greenford - Ealing Hospital          |
| 95   | Southall - Greenford - Park Royal - North Acton - White City - Shepherd's Bush |
| 105  | Greenford - Southall - Heathrow Airport                                        |
| 395  | Harrow - Northolt Park - Petts Hill - Northolt - Greenford                     |
| E6   | Greenford - Yeading - Hayes - Bulls Bridge                                     |